# Lepthyphantes ajoti
Lepthyphantes ajoti är en spindelart som beskrevs av Robert Bosmans 1991. Lepthyphantes ajoti ingår i släktet Lepthyphantes och familjen täckvävarspindlar.
Artens utbredningsområde är Algeriet. Inga underarter finns listade i Catalogue of Life.